# Kobieta w czerwieni
Kobieta w czerwieni – amerykańska komedia romantyczna z 1984 roku. Remake francuskiego filmu Jak zrobić słonia w trąbę (Un éléphant ça trompe énormément) Yves Roberta z 1976 roku. Piosenka Stevie Wondera I Just Called to Say I Love You stała się wielkim przebojem.

## Opis fabuły
Teddy Pierce pracuje w San Francisco jako agent reklamowy. Ma żonę i dzieci, nie interesował się innymi kobietami. Nagle poznaje Charlotte, modelkę w czerwonej sukience. Po raz pierwszy jest gotów zdradzić swoją żonę. Po wielu perturbacjach Teddy namawia Charlotte na „spotkanie w interesach” i łapie wieczorny lot. Samolot z powodu mgły ląduje jednak w oddalonym o 200 km San Diego. Po powrocie do domu nadarza się okazja spotkać Charlotte w San Francisco.

## Główne role
- Gene Wilder – Teddy Pierce
- Charles Grodin – Buddy
- Joseph Bologna – Joey
- Judith Ivey – Didi Pierce
- Michael Huddleston – Mikey
- Kelly LeBrock – Charlotte
- Gilda Radner – Pani Milner
- Kyle T. Heffner – Richard
- Michael Zorek – Shelly

i inni

## Nagrody i nominacje
Oscary za rok 1984
- Najlepsza piosenka – I Just Called to Say I Love You – muz. i sł. Stevie Wonder

Złote Globy 1984
- Najlepsza piosenka – I Just Called to Say I Love You – muz. i sł. Stevie Wonder

Nagrody BAFTA 1984
- Najlepsza piosenka – I Just Called to Say I Love You – muz. i sł. Stevie Wonder (nominacja)